# Wyg
Der Wyg (russisch Выг, finnisch Uikujoki) ist ein Fluss in der Republik Karelien in Nordwestrussland.
Der Fluss besteht aus zwei Flussabschnitten:
Der Oberlauf wird von dem 135 km langen Oberen Wyg (russisch Верхний Выг), der in den Wygosero mündet, gebildet. 
Er hat seinen Ursprung im südöstlich vom Wygosero gelegenen See Egosero.
Er verläuft in nordwestlicher Richtung durch eine Sumpflandschaft und durchfließt dabei mehrere kleinere Seen.
Der Unterlauf wird von dem 102 km langen Unteren Wyg (russisch Нижний Выг) gebildet.
Er entwässert den Wygosero nach Norden und fließt zur Onegabucht, dem südwestlichen Ende des Weißen Meeres.
Der Untere Wyg wird durch mehrere Staudämme und Schleusen reguliert und ist Teil des Weißmeer-Ostsee-Kanals.
Ein Großteil des Wassers des Wygosero verlässt den Stausee über das Ondskoje-Wasserkraftwerk und den Unterlauf der Onda und trifft wenige Kilometer nördlich auf den eigentlichen Weißmeer-Ostsee-Kanal bzw. dem Unteren Wyg.
Das Einzugsgebiet des Wyg umfasst 27100 km². 
Die Gesamtlänge von Oberlauf, Unterlauf und durchflossenem Wygosero beträgt 314 km. 
Der mittlere Abfluss an der Mündung beträgt 267 m³/s.
Im Wygosero fließen dem Wyg folgende Flüsse zu: 
Segescha, Onda
und Woschma.